# Antonin Guigonnat
Antonin Guigonnat (* 2. Juli 1991 in Ambilly) ist ein französischer Biathlet. Seit 2017 tritt Guigonnat regelmäßig im Weltcup an. Er gewann bei der WM 2021 die Goldmedaille in der Single-Mixed-Staffel und wurde 2023 Weltmeister mit der Männerstaffel. Sein größter Einzelerfolg ist die Silbermedaille im Massenstart bei den Weltmeisterschaften 2019.

## Karriere

### Jugend- und Juniorenbereich und Einsätze im IBU-Cup (bis 2017)
Guigonnat wuchs im obersavoyischen Juvigny unweit der Schweizer Grenze auf. Im Skigebiet Morzine-Avoriaz begann er mit dem alpinen Skisport und kam später als Jugendlicher über den Skilanglauf zum Biathlon. Sein internationales Debüt gab er bei den Jugendweltmeisterschaften 2010 in Torsby, bei denen er mit den wenige Monate jüngeren Simon Desthieux und Florent Claude die Silbermedaille im Staffelrennen hinter der russischen Mannschaft gewann. Als beste Einzelergebnisse erzielte er im Sprint den 18. Rang (als bester Athlet seines Landes) und in der Verfolgung Platz 12. 2011 wurde er französischer Juniorenmeister im Massenstart, im Jahr darauf belegte er bei der Junioren-WM mit der Staffel – erneut zusammen mit Desthieux und Florent Claude, zudem mit Baptiste Jouty – den vierten Rang, rückte aber durch die sieben Jahre später ausgesprochene Disqualifikation des russischen Teams auf den Bronzerang vor. Im 15-Kilometer-Einzelrennen der Europameisterschaften des gleichen Jahres wurde er Sechster.
Ab März 2011 erhielt Guigonnat Einsätze im IBU-Cup, der zweithöchsten Wettkampfserie im Erwachsenenbereich nach dem Weltcup. Seine Debütrennen bestritt er dabei in Annecy-Le Grand-Bornand in seinem Heimatdépartement und belegte als bestes Resultat einen 43. Rang im Sprint. Er lag somit deutlich hinter seinen Teamkollegen wie Simon Desthieux, der in der Folge mehrere Top-Ten-Ergebnisse im IBU-Cup erreichte und ab 2012 in die Weltcupmannschaft aufstieg. Guigonnat etablierte sich im B-Kader: In der Gesamtwertung des IBU-Cups belegte er 2012/13 den 16. Rang, in der Folgesaison gewann er als Schlussläufer der Staffel (um Rémi Borgeot, Baptiste Jouty und Florent Claude) sein erstes Rennen und stand im weiteren Verlauf des Winters auch in zwei Einzelrennen als Zweiter auf dem Podium. Als bester Franzose der Gesamtwertung wurde er im März 2014 erstmals für den Weltcup nominiert, verpasste aber die Punkteränge der vorderen 40 Athleten. Bis Saisonende 2016/17 stand Guigonnat in insgesamt 17 IBU-Cup-Rennen auf dem Podium (von denen er 4 gewann), war mehrmals unter den besten Zehn der Gesamtwertung – unter anderem Zweiter im Winter 2014/15 –, stieg aber nicht in den französischen A-Kader auf, obwohl er mehrmals für kurze Phasen im Weltcup eingesetzt wurde. Sein bestes Ergebnis war dabei ein 24. Platz im 20-Kilometer-Einzelrennen von Oslo im März 2015.

### Aufstieg und Etablierung im A-Kader (2017 bis 2020)

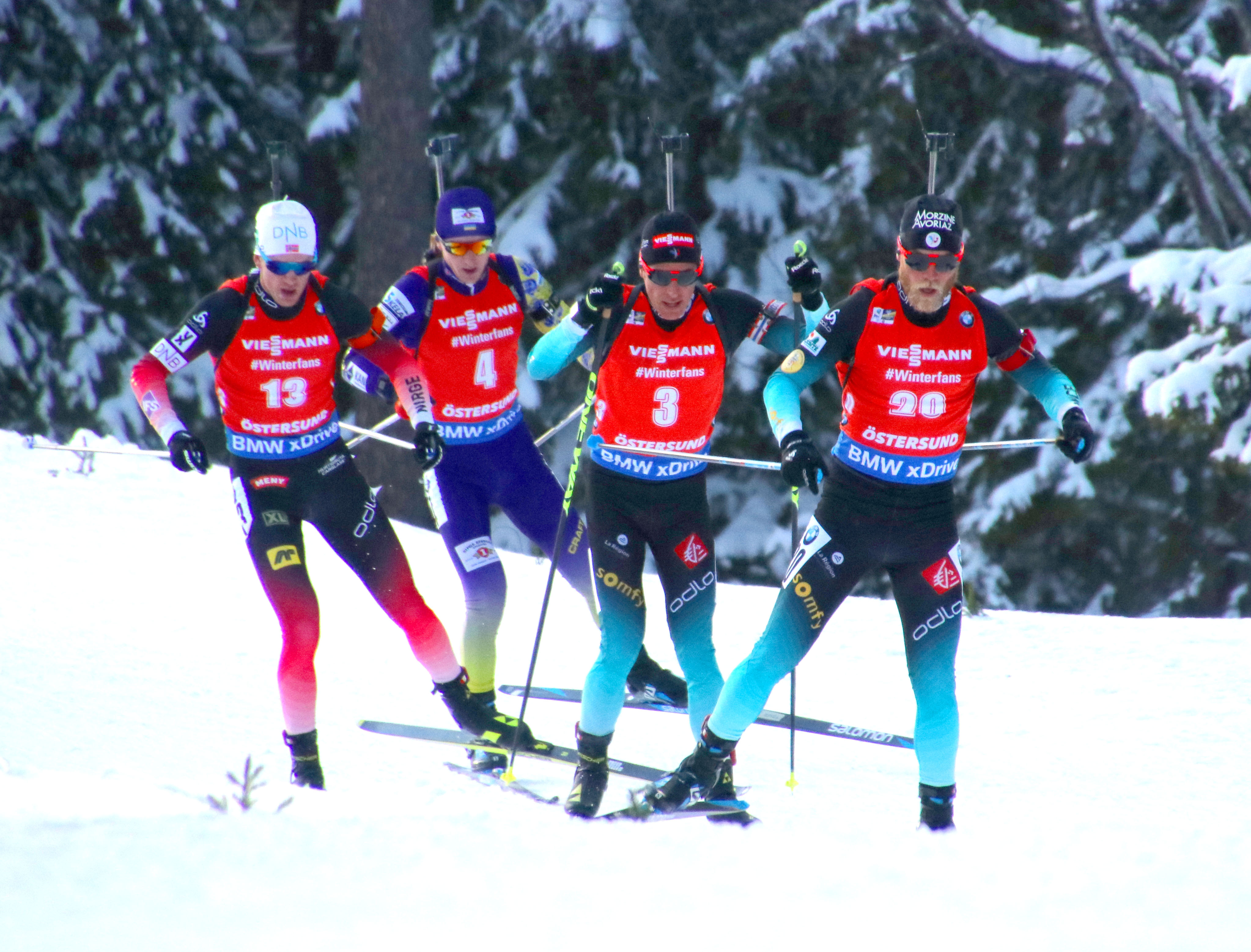
Guigonnat (r.) vor Tarjei Bø, Dmytro Pidrutschnyj und Quentin Fillon Maillet bei der WM-Verfolgung 2019

Von den ersten sechs Wettkämpfen im IBU-Cup 2017/18 entschied Guigonnat drei für sich und wurde im Dezember 2017 als einer von sechs Franzosen für den Heimweltcup in Annecy-Le Grand-Bornand nominiert. Später gab er an, er habe das Rennen als „letzte Chance“ begriffen und sei zu diesem Zeitpunkt – mit 26 Jahren und nach sechs Jahren im B-Kader – bereit gewesen, seine „ein wenig durchschnittliche“ Karriere mit einem letzten Rennen vor seiner Familie zu beenden. Mit der hohen Startnummer 88 (von etwa 100 Teilnehmern) blieb er ohne Fehler und belegte hinter Johannes Thingnes Bø und Martin Fourcade den dritten Rang, womit er sein bis dahin bestes Weltcupergebnis um 21 Plätze übertraf. In der anschließenden Verfolgung wurde er Zwölfter und nahm in der Folge an allen weiteren Weltcups des Winters teil, wobei er beim Massenstart von Ruhpolding erneut hinter Bø und Fourcade auf dem Podium stand. Er wurde für die Olympischen Winterspiele in Pyeongchang nominiert (wo er als bestes Einzelergebnis zwei 19. Plätze in der Verfolgung und im Massenstart erzielte) und erhielt zudem regelmäßige Staffeleinsätze: In Kontiolahti gewann er im März 2018 gemeinsam mit Anaïs Chevalier in der Single-Mixed-Staffel sein erstes Weltcuprennen, mit der Männerstaffel lief er in Ruhpolding als Schlussläufer auf den zweiten Rang. Am Saisonende führte Guigonnat den von ihm selbst so bezeichneten „Durchbruch“ nicht auf körperliche Fortschritte zurück, sondern in erster Linie auf das Training mit einem Mentalcoach, durch das er insgesamt fokussierter habe schießen können. Im Gesamtklassement belegte er am Ende der Weltcupsaison den 20. Rang als viertbester Franzose hinter Martin Fourcade, Simon Desthieux und Quentin Fillon Maillet. Mit einer Trefferquote von 85 Prozent war er dabei der zweitbeste Schütze seiner Mannschaft.
2018 nahm der französische Skiverband Guigonnat formal in den A-Kader auf. Im Winter 2018/19 platzierte er sich bei allen Weltcuprennen in den Punkterängen. Nach drei Podiumsergebnissen in den ersten Monaten der Saison (jeweils bei Siegen von Johannes Thingnes Bø) gewann er bei seiner ersten WM-Teilnahme die Silbermedaille im Massenstart hinter Dominik Windisch. Guigonnat kam dabei als Achter zum letzten Schießen und traf bei Wind und Schneefall vier von fünf Scheiben, während etwa der lange führende Bø fünf Fehlschüsse abgab. Im Zielsprint um den zweiten Platz setzte sich Guigonnat gegen Julian Eberhard durch. Am Ende des Winters stand er im Gesamtweltcup auf dem elften Rang. In der Folgesaison knüpfte er nicht an diese Ergebnisse an: Er erreichte in lediglich einem Weltcuprennen die Top Ten, wurde im französischen Team für die Weltmeisterschaften in Antholz nur als Ersatzläufer berücksichtigt und kam zu keinem WM-Einsatz. In der gesamten Saison lief Guigonnat nur in zwei von sechs Staffelrennen (jeweils als Startläufer). Er stand damit hinter Fourcade, Fillon Maillet, Desthieux und auch hinter dem vier Jahre jüngeren Émilien Jacquelin zurück. Diese vier Athleten belegten im Gesamtweltcup die Ränge 2, 3, 5 und 6, während Guigonnat als 27. das schwächste Ergebnis seit seiner regelmäßigen Berufung in den Weltcup erreichte.

### Weltmeistertitel mit der Staffel (seit 2020)
Am 18. Februar 2021 gewann Guigonnat bei der Biathlon-Weltmeisterschaft auf der Pokljuka in Slowenien in der Single-Mixed-Staffel zusammen mit Julia Simon seine erste Goldmedaille. Wenige Wochen zuvor hatte er als Startläufer der französischen Männerstaffel in Antholz seinen zweiten Weltcupsieg gefeiert. In den Einzelrennen der Winter zwischen 2020/21 und 2022/23 erreichte Guigonnat jeweils mehrere Ergebnisse unter den besten Zehn und platzierte sich in der Gesamtwertung des Weltcups zwischen den Positionen 20 und 23. Im französischen Olympiateam für die Winterspiele 2022 in Peking war er neben Éric Perrot einer von zwei Ersatzläufern (für Quentin Fillon Maillet, Simon Desthieux, Émilien Jacquelin und Fabien Claude), wurde jedoch in keinem Wettkampf eingesetzt. Bei den Weltmeisterschaften 2023 startete Guigonnat in allen vier Einzelrennen und gewann als Startläufer der französischen Männerstaffel zusammen mit Claude, Jacquelin und Fillon Maillet die Goldmedaille.
Zu Beginn der Saison 2023/24 zeigte Guigonnat im Weltcup schwache Leistungen. Im Januar 2024 wurde er nach vier Jahren durchgängiger Zugehörigkeit zur ersten Mannschaft zwischenzeitlich in das IBU-Cup-Team zurückgestuft. Im IBU-Cup stand Guigonnat zweimal auf dem Podest, darunter einmal in der Mixedstaffel als Dritter zusammen mit seiner jüngeren Schwester Gilonne. Er fand keine Berücksichtigung im Kader für die Weltmeisterschaften 2024. Stattdessen nahm er Ende Januar an den schwächer besetzten Europameisterschaften in Osrblie teil, wo er die Goldmedaille im Sprint, Bronze in der Verfolgung sowie Silber mit der französischen Mixedstaffel gewann. Guigonnat sagte anschließend, dass sein Selbstvertrauen durch die Erfolge zurückgekehrt sei. Im letzten Saisondrittel wurde er wieder im Weltcup eingesetzt und erreichte unter anderem einen elften Platz im Einzelrennen am Osloer Holmenkollen. 2024/25 war Guigonnat durchgängig Teil des französischen Weltcupkaders, erzielte in der Wettkampfserie zwei Top-Ten-Ergebnisse und belegte Rang 24 in der Gesamtwertung.

## Persönliches
Antonin Guigonnats Mutter ist Hebamme, sein Vater gründete als früherer Waldarbeiter eine eigene Baumfällfirma. Seine jüngere Schwester Gilonne ist ebenfalls Biathletin und debütierte 2023 im Weltcup. Guigonnat begann ein duales Studium der Volks- und Betriebswirtschaftslehre, das er 2012 abbrach, um sich auf den Sport zu konzentrieren. Bis 2018 arbeitete er jeweils im Frühjahr im Unternehmen seines Vaters, dann wurde er von der Armee in die Militär-Skimannschaft aufgenommen. Seit Anfang der 2010er Jahre ist er mit der Biathletin Enora Latuillière liiert, die zwischenzeitlich Teil des französischen Frauen-Weltcupteams war und 2015 eine WM-Medaille mit der Staffel gewann. Latuillière und Guigonnat wurden Anfang 2025 Eltern einer Tochter.
Sein Mannschaftskollege Simon Desthieux beschrieb Guigonnat als ungewöhnlichen Biathleten, der im Training selbstbewusst auch eigene Wege verfolge. So nutzt Guigonnat etwa Videospiele wie Fortnite oder Call of Duty: Warzone als mentale Vorbereitung auf Wettkämpfe.

## Statistik

### Weltcupsiege
| Nr. | Datum         | Ort           | Disziplin              |
| --- | ------------- | ------------- | ---------------------- |
| 1.  | 10. März 2018 | Kontiolahti   | Single-Mixed-Staffel 1 |
| 2.  | 23. Jan. 2021 | Antholz       | Staffel 2              |
| 3.  | 18. Feb. 2021 | Pokljuka (WM) | Single-Mixed-Staffel 3 |

### Weltcupplatzierungen
Die Tabelle zeigt alle Platzierungen (je nach Austragungsjahr einschließlich Olympische Spiele und Weltmeisterschaften).
- 1.–3. Platz: Anzahl der Podiumsplatzierungen
- Top 10: Anzahl der Platzierungen unter den ersten zehn (einschließlich Podium)
- Punkteränge: Anzahl der Platzierungen innerhalb der Punkteränge (einschließlich Podium und Top 10)
- Starts: Anzahl gelaufener Rennen in der jeweiligen Disziplin
- Staffel: inklusive Mixed- und Single-Mixed-Staffeln

| Platzierung                    | Einzel | Sprint | Verfolgung | Massenstart | Staffel | Gesamt |
| ------------------------------ | ------ | ------ | ---------- | ----------- | ------- | ------ |
| 1. Platz                       |        |        |            |             | 3       | 3      |
| 2. Platz                       |        | 1      | 1          | 1           | 6       | 9      |
| 3. Platz                       |        | 2      |            | 1           | 5       | 8      |
| Top 10                         | 2      | 10     | 10         | 6           | 29      | 57     |
| Punkteränge                    | 14     | 49     | 44         | 30          | 30      | 167    |
| Starts                         | 20     | 68     | 52         | 31          | 30      | 201    |
| Stand: nach der Saison 2024/25 |        |        |            |             |         |        |

### Weltcupwertungen
Ergebnisse bei Biathlon-Weltcups (Disziplinen- und Gesamtweltcup) gemäß Punktesystem
| Saison  | Einzel | Einzel | Sprint | Sprint | Verfolgung | Verfolgung | Massenstart | Massenstart | Gesamt | Gesamt |
| Saison  | Punkte | Platz  | Punkte | Platz  | Punkte     | Platz      | Punkte      | Platz       | Punkte | Platz  |
| ------- | ------ | ------ | ------ | ------ | ---------- | ---------- | ----------- | ----------- | ------ | ------ |
| 2014/15 | 17     | 45.    | 16     | 72.    | 16         | 61.        | –           | –           | 49     | 62.    |
| 2015/16 | –      | –      | –      | –      | 10         | 68.        | –           | –           | 10     | 89.    |
| 2016/17 | –      | –      | 3      | 89.    | 9          | 69.        | –           | –           | 12     | 86.    |
| 2017/18 | 30     | 25.    | 98     | 28.    | 121        | 22.        | 130         | 13.         | 379    | 20.    |
| 2018/19 | 44     | 22.    | 271    | 5.     | 253        | 7.         | 122         | 15.         | 686    | 11.    |
| 2019/20 | 30     | 33.    | 126    | 19.    | 70         | 24.        | 28          | 31.         | 254    | 27.    |
| 2020/21 | 51     | 17.    | 174    | 18.    | 145        | 17.        | 78          | 21.         | 473    | 20.    |
| 2021/22 | 14     | 43.    | 146    | 24.    | 88         | 29.        | 131         | 6.          | 379    | 23.    |
| 2022/23 | 11     | 53.    | 172    | 13.    | 151        | 16.        | 63          | 25.         | 397    | 20.    |
| 2023/24 | 51     | 20.    | 45     | 41.    | 34         | 41.        | 25          | 33.         | 155    | 36.    |
| 2024/25 | 51     | 24.    | 66     | 32.    | 108        | 20.        | 70          | 27.         | 295    | 24.    |

### Olympische Winterspiele
Ergebnisse bei Olympischen Winterspielen:
| Olympische Winterspiele | Olympische Winterspiele | Einzel | Sprint | Verfolgung | Massenstart | Staffel | Mixedstaffel |
| Jahr                    | Ort                     | Einzel | Sprint | Verfolgung | Massenstart | Staffel | Mixedstaffel |
| ----------------------- | ----------------------- | ------ | ------ | ---------- | ----------- | ------- | ------------ |
| 2018                    | Pyeongchang             | 23.    | 27.    | 19.        | 19.         | 5.      | –            |

### Weltmeisterschaften
Ergebnisse bei den Weltmeisterschaften:
| Weltmeisterschaften | Weltmeisterschaften | Einzel | Sprint | Verfolgung | Massenstart | Staffel | Mixedstaffel | Single-Mixedstaffel |
| Jahr                | Ort                 | Einzel | Sprint | Verfolgung | Massenstart | Staffel | Mixedstaffel | Single-Mixedstaffel |
| ------------------- | ------------------- | ------ | ------ | ---------- | ----------- | ------- | ------------ | ------------------- |
| 2019                | Östersund           | –      | 20.    | 7.         | 2.          | 6.      | –            | –                   |
| 2021                | Pokljuka            | –      | 14.    | 21.        | 17.         | 4.      | –            | 1.                  |
| 2023                | Oberhof             | 58.    | 10.    | 14.        | 19.         | 1.      | –            | –                   |

### Juniorenweltmeisterschaften
Ergebnisse bei den Juniorenweltmeisterschaften:
| Weltmeisterschaften | Weltmeisterschaften | Einzel | Sprint | Verfolgung | Staffel |
| Jahr                | Ort                 | Einzel | Sprint | Verfolgung | Staffel |
| ------------------- | ------------------- | ------ | ------ | ---------- | ------- |
| 2010                | Torsby              | 39.    | 18.    | 12.        | 2.      |
| 2012                | Kontiolahti         | 31.    | 34.    | 25.        | 4.      |